# Sunnadalskolan
Sunnadalskolan i Karlskrona var länge en föregångare inom svenskt skolväsende.
Skolan byggdes 1961 efter ritningar av arkitekten Bostedt för att ersätta ett flertal tidigare mindre källarskolor i närliggande bostadshus etcetera. Lokalerna lokaliserades till stadens stora rekreationsområde nedanför "Yttre Wämö" (numera Kungsmarken) Skolan startades och drevs fram till 1974 av Sven Green. Skolan hade som mest cirka 1500 elever och var den första skolan i Karlskrona med en frivillig nionde årskurs.
Elevunderlaget kom ursprungligen från Hasslö och Nättraby samt mer närliggande områden. Kungsmarken bebyggdes med hyresbostäder först 1968 och blev därefter också ett av upptagningsområdena.
I början av 2000-talet genomgick skolan en stor förändring. Lokalerna byggdes om efter ritningar av Jack Pattison. Detta skedde i samband med tillkomsten av NKC och ett därmed minskat elevunderlag. Sedan dess sträcker sig undervisningen från förskoleverksamhet upp till nionde klass..
Några av de saker som till dess början gjorde skolan unik och genererade studiebesök från hela landet:
- Kulturprofiler(Sunnateater som börjat sen 2001)
- Delad matsal för personal och elever (Övrigas kostnad 20 kr för buffe.)
- Rik estetisk utsmyckning, varje lektionssal hade sitt eget tema och ingick i huskropp med klassrum med liknande tema. Tongivande konstnär var Alf Jarnestad men även exempelvis Anders Bruno Liljefors har bidragit med bland annat keramisk utsmyckning.

## Sektioner och projekt
Skolan har genomgått många omorganiseringar och har bland annat haft realskoleklasser från högre läroverket, förberedelseklasser, integrerad förberedelseklass, montessoriklasser, integrerat daghem etcetera. Man har en engelskspråkig sektion med undervisning helt på engelska samt en väl utvecklad kultur- och idrottsprofil. Inom ramen för kulturprofilen har man sedan 2001 satt upp teaterpjäser, ofta med historisk koppling till Karlskronas förflutna. Inom ramen för idrottsprofilen har man tillgång till en av södra Sveriges största idrottshallar, vilken förlades till skolans område i början av 2000-talet. Även för detta engagemang har man belönats med stor nationell uppmärksamhet.

## Rektorsområde
Sunnadalskolan är huvudskola inom Sunnadals rektorsområde som tidigare innefattat:
- Kungsmarksskolan (byggd 1968 och riven i början av 2000-talet).
- Backaboskolan införlivad i rektorsområdet under 1990-talet (tillhörde tidigare Vedeby rektorsområde och blev nerlagd 2008)
- Diverse dagishem, fritidshem och förskolor (Junibackens daghem, Kungsmarkens daghem, Backaboskolans fritids med flera).

## Sunnateatern
Sunnadalskolan har sen en tid tillbaka (2001) producerat en teater med historiska teman i samarbete med Marin Museet i Karlskrona. 
Eleverna får själva välja inom vilket område de vill jobba.Skådespel, dans, scenografi & bygg,musik,kostym & mask,pr & dokumentation.
- Skådespel:eleverna har olika roller i pjäsen
- Dans: eleverna framför danser inom pjäsen som är integrerade och hör ihop med berättelsen
- Scenografi: eleverna bygger scen och scenografin.
- Musik: man skriver och spelar in musiken som mestadelse används i teatern
- kostym & mask: man designar och syr kläder till de som medverkar i teatern.
- PR & dokumentation: man hjälps åt att göra teaterprogrammet och annat som inbjudan m.m. Eleverna genomför också guidning på skolan för studiebesök etc.

((För mer information: så är boken ¨Sunna i Gränsland¨ av Peter Skogsberg skriven om just sunnateatern.